# Nederlandse Automobiel- en Vliegtuig Onderneming
De Nederlandse Automobiel- en Vliegtuig Onderneming was een vliegtuigbouwer in Cuijk, opgericht in 1920.
Deze vliegtuigbouwer was een begonnen als gezamenlijk project van de burgerwacht van Cuijk, de geldschieter J. van der Eijken en enkele vliegtuigconstructeurs van het Duitse Kondor. Deze constructeurs werden naar Cuijk gehaald omdat Duitsland zelf geen vliegtuigen mocht leveren (zie Verdrag van Versailles) en de burgerwacht van Cuijk geen vliegtuig kreeg van de LVA.
Uiteindelijk werd het oorspronkelijke plan voor een verkenningsvliegtuig verlaten en bouwde men een passagiersvliegtuig, een eenmotorige hoogdekker voor 4 tot 6 personen. Dit vliegtuig maakte zijn eerste vlucht in november 1920 maar kreeg nooit zijn Bewijs van Luchtwaardigheid. In 1921 werd de hele onderneming wegens geldgebrek opgeheven.

## Vliegtuigtypen
- NAVO NAV-6 (ook bekend als de RK-4/220 of als de Cuyk)

Verkeersvliegtuig, 4 tot 6 persoons, hoogdekker, eenmotorig propeller (220pk Benz)

## Trivia
Een van de Duitse ontwerpers, Walter Rethel, ging hierna aan de slag bij Fokker. Hier was hij hoofdontwerper voor de vestiging in Amsterdam-Noord. Later heeft hij nog gewerkt voor Arado en Messerschmitt.